# Xysticus vachoni
Xysticus vachoni là một loài nhện trong họ Thomisidae.
Loài này thuộc chi Xysticus. Xysticus vachoni được Ehrenfried Schenkel-Haas miêu tả năm 1963.